# Tomas Tranströmer
Tomas Gösta Tranströmer ([ˌtʊ:mas ˈjœsˈta ˈtɹɑ:nstɹœməɹ]; Stockholm, 15 april 1931 – aldaar, 26 maart 2015) was een Zweeds dichter en winnaar van de Nobelprijs voor Literatuur in 2011. Zijn werk is in meer dan vijftig talen vertaald. In onder meer de Verenigde Staten is hij een populair auteur. Het Nederlandse taalgebied leerde zijn werk kennen dankzij de vertalingen van J. Bernlef. Eeltsje Hettinga vertaalde werk van hem in het Fries.
Tranströmer begon te schrijven als dertienjarige en publiceerde zijn eerste bundel 17 dikter in 1954. Hij studeerde af als psycholoog in 1956 aan de universiteit van Stockholm. Hij was actief als dichter en als psycholoog. Hij werkte in jeugdgevangenissen totdat hij in 1990 na een beroerte problemen kreeg met zijn spraak en de motoriek van een van zijn handen. Hij herstelde daarvan gedeeltelijk.
Naast zijn dichtbundels schreef hij ook teksten voor koren. Dit werk werd op muziek gezet door Benjamin Staern, Andere componisten die zijn lyriek hebben getoonzet zijn Jan Garbarek, Sven-David Sandström, Daniel Börtz en Catharina Palmér.

## Prijzen
- 1958: Aftonbladets litteraturpris.
- 1975: Övralidspriset
- 1981: Petrarca-prijs
- 1990: Literatuurprijs van de Noordse Raad voor de bundel För levande och döda
- 1990: Neustadt International Prize for Literature
- 1992: Horst-Bienek-Preis für Lyrik
- 1992: Svenska Akademiens nordiska pris
- 1992: Medaille Litteris et Artibus.
- 1996: Augustprijs voor Sorgegondolen
- 2007: Lifetime Recognition Award van de Canadese Griffin Trust for Excellence in Poetry
- 2011: Nobelprijs voor Literatuur

### Vertalingen
- Nachtzicht. Marsyas, Amsterdam, 1982 - Mörkerseende
- 17 gedichten. Marsyas, Amsterdam, 1988 - 17 dikter
- Zwarte ansichten: gedichten. Marsyas, Amsterdam, 1985
- Het wilde plein: gedichten 1948-1990. De Bezige Bij, Amsterdam, 1992
- De Treurgondel. De Bezige Bij, Amsterdam, 1996 - Sorgegondolen
- De herinneringen zien mij (verzamelde gedichten, memoires). De Bezige Bij, Amsterdam, 2002. ISBN 90-234-0790-3